# Geometría diofántica
En matemáticas, la geometría diofántica es el estudio de las ecuaciones diofánticas mediante los métodos de la geometría algebraica, que han demostrado su gran potencia en este cometido. En el siglo XX, algunos matemáticos tuvieron claro que los métodos de la geometría algebraica son herramientas ideales para estudiar estas ecuaciones. La geometría diofántica es parte del campo más amplio de la geometría aritmética.
En geometría diofántica, los cuatro siguientes teoremas son de fundamental importancia:
- Teorema de Mordell-Weil
- Teorema de Roth
- Teorema de Siegel
- Teorema de Faltings

## Antecedentes
Serge Lang publicó el libro Geometría diofántica en 1962, en el que acuñó el término de "geometría diofántica". La disposición tradicional del material sobre ecuaciones diofánticas era por grados y por el número de variables, como en la obra Ecuaciones diofánticas de Mordell (1969). El libro de Mordell comienza con una observación sobre ecuaciones homogéneas f = 0 sobre los números racionales, atribuida a Carl Friedrich Gauss, de que existen soluciones distintas de cero en los números enteros (incluso puntos de retículo primitivos) si existen soluciones racionales distintas de cero, y señala una advertencia de Leonard Eugene Dickson, que trata sobre soluciones paramétricas. El resultado de Hilbert-Hurwitz de 1890 que reduce la geometría diofántica de curvas de género 0 a grados 1 y 2 (curvas cónicas) aparece en el Capítulo 17, al igual que el teorema de Faltings. El teorema de Siegel aparece en el Capítulo 28. El teorema de Mordell-Weil sobre la generación finita del grupo de puntos racionales en un curva elíptica está en el Capítulo 16, y los puntos enteros en la curva de Mordell en el Capítulo 26.
En una reseña poco favorable sobre el libro de Lang, Mordell escribió:

En los últimos tiempos, se han desarrollado nuevas y poderosas ideas y métodos geométricos mediante los cuales se han encontrado y demostrado nuevos e importantes teoremas aritméticos y resultados relacionados, y algunos de ellos no se demuestran fácilmente de otra manera. Además, ha habido una tendencia a revestir los antiguos resultados, sus ampliaciones y demostraciones con el nuevo lenguaje geométrico. A veces, sin embargo, las implicaciones completas de los resultados se describen mejor en un entorno geométrico. Lang tiene muy en cuenta estos aspectos en este libro y no parece perder oportunidad de hacer una presentación geométrica. De ahí su título de "Geometría diofántica".

Señala que el contenido del libro está formado en gran medida por versiones del teorema de Mordell-Weil, del teorema de Thue-Siegel-Roth, y del teorema de Siegel; con un tratamiento del teorema de irreductibilidad de Hilbert y aplicaciones (al estilo de Siegel). Dejando de lado cuestiones de generalidad y un estilo completamente diferente, la principal diferencia matemática entre los dos libros es que Lang usó variedades abelianas y ofreció una prueba del teorema de Siegel, mientras que Mordell señaló que la prueba "es de un carácter muy avanzado" (p. 263).
A pesar de la mala prensa inicial, la concepción de Lang ha sido lo suficientemente aceptada como para que un homenaje de 2006 califique el libro de "visionario". Un campo más grande a veces llamado aritmética de variedades abelianas ahora incluye la geometría diofántica junto con la teoría de cuerpos de clases, la multiplicación compleja, las funciones zeta locales y las funciones L. Paul Vojta escribió:
Mientras que otros en ese momento compartían este punto de vista (como por ejemplo Weil, Tate y Serre), es fácil olvidar que otros no lo hicieron, como lo atestigua la revisión de Mordell de la Geometría diofántica.

## Aproximaciones
Una sola ecuación define una hipersuperficie, y las ecuaciones diofánticas simultáneas dan lugar a una variedad algebraica general V sobre K; la pregunta típica es sobre la naturaleza del conjunto V(K) de puntos en V con coordenadas en K, y mediante las funciones de altura, se pueden plantear preguntas cuantitativas sobre el "tamaño" de estas soluciones, así como las cuestiones cualitativas de si existen puntos y, de ser así, si hay un número infinito. Dado el enfoque geométrico, la consideración de las ecuaciones homogéneas y de las coordenadas homogéneas es fundamental, por las mismas razones que la geometría proyectiva es el enfoque dominante en geometría algebraica. Por lo tanto, las soluciones de números racionales son la consideración principal; pero las soluciones enteras (es decir, los puntos del retículo) se pueden tratar de la misma manera que una variedad afín se puede considerar dentro de una variedad proyectiva que tiene un punto del infinito adicional.
El enfoque general de la geometría diofántica se ilustra con el teorema de Faltings (una conjetura de Louis Mordell) que establece que una curva algebraica C de género g > 1 sobre los números racionales solo tiene un número finito de puntos racionales. El primer resultado de este tipo puede haber sido el teorema de Hilbert y Hurwitz que trata del caso g = 0. La teoría consta tanto de teoremas como de muchas conjeturas y preguntas abiertas.